# 느티나무도서관 (용인시)
느티나무도서관은 경기도 용인시 수지구 동천동 소재의 비영리 공익 법인 느티나무도서관재단에서 운영하는 사립 공공도서관이다

## 연혁
- 2000년 2월 19일 아파트단지 상가의 지하 사립문고로 개관.
- 2003년 느티나무문화재단 설립 (현 느티나무도서관재단)
- 2007년 4월 25일 신축이전 착공
- 2007년 11월 17일 신축이전 완공 (소재지: 용인시 수지구 수풍로116번길 22)
- 2007년 11월 '느티나무 도서관'으로 사립 공공도서관 등록
- 2011년 2월 경기도 공공도서관평가 ‘특별상’ 수상
- 2011년 6월 KBS ‘취재파일 4321_도서관에 책이 없다’ 방영
- 2013년 2월 용인시민신문 ‘만남, 소통, 공공성, 이것이 도서관이다’
- 2013년 11월 ] EBS 특집다큐멘터리 “길 위의 인문학” 3부작 방송
- 2014년 9월 tvN "리틀 빅 히어로" 22회, '시끌벅적 도서관, 박영숙 관장’
- 2016년 7월 경기도 위탁운영 사업 '꿈을선물하는책나눔사업' 시작
- 2019년 9월  '물음표와쉼표' 메이커스페이스 오픈

## 도서현황
| 기준 2019-06-31    |                    |                    |               |
| 느티나무 대출 회원 | 느티나무 대출 회원 | 느티나무 대출 회원 | 58,989 명     |
| 꽂혀 있는 자료     | 도서               | 일반도서           | 46,674 책     |
| 꽂혀 있는 자료     | 도서               | 점자도서           | 320 책        |
| 꽂혀 있는 자료     | 도서               | 녹음도서           | 94 책         |
| 꽂혀 있는 자료     | 비도서             | 비디오, DVD        | 2,077 점      |
| 꽂혀 있는 자료     | 여기까지 모두 합쳐 | 여기까지 모두 합쳐 | 49,165 책(점) |
| 꽂혀 있는 자료     | 잡지               | 연간물             | 263 종        |
| 대출 현황          | 하루평균 대출자 수 | 하루평균 대출자 수 | 43 명         |
| 대출 현황          | 하루평균 대출 권수 | 하루평균 대출 권수 | 257 책(점)    |

## 시설현황
•규모- 지하1층~지상3층 (총계 4층)
•대지면적
| 544.19㎡ |

•건축면적
| 1,062.42㎡ |

•층별 면적&용도-
B1 381.51㎡ / 열람실,아랫마당,기록관리서고,작전본부(사무실),재단사무국,예비사서아지트
1층 257.83㎡ / 열람실, 사회를 담는 컬렉션, 잡지방, 골방(만화), 셀프카페
2층 202.81㎡ / 열람실, 작당모의실
3층 220.28㎡ / 물음표와 쉼표(메이커스페이스)텃밭(윗마당)

※ 각 층마다 개방형 무선 인터넷(WI-FI)이 설치되어 있습니다.
※ 전 층을 운행하는 엘리베이터 (승강기)가 설치되어 있습니다.
※ 주차공간이 다소 협소한 관계로 대중교통을 이용하시면 편리합니다.
※ 거동이 불편하신 분들을 위한 휠체어와 영유아를 동반한 분들을 위한 유아차가 구비되어 있습니다.

## 이용 안내

### 이용 시간
※  지하 1층은 저녁6시 까지만 운영합니다
- 화, 수, 금, 토: 10:00 ~ 22:00
- 일: 13:00 ~ 18:00

### 휴관일
- 정기 휴관일: 매주 월, 목 전체휴관
- 법정 공휴일: 명절 등 기타 법정공휴일 전체휴관
- 임시 휴관일: 열람실 장서점검 및 각 층 보수공사 시, 2주 동안의 사전공지 후 전체휴관

※ 매주 월요일은 정기휴관, 목요일은 집중업무일로 문을 닫습니다. 
※ 도서관이 문을 닫더라도 반납함은 늘 열려있습니다.

### 자료 이용 안내
| 자료빌리기 [대출]             | 대출권수 제한없이 2주 동안 빌려볼 수 있습니다. ※ DVD와 외국어자료는 장서수가 많지 않아 2권씩만 빌려드립니다. ※ DVD와 만화책은 1주일 동안만 빌려드립니다. (만화책은 시리즈가 많기 때문입니다. 다음 편을 누가 빌려가서 오래 볼 수 없다면!) |
| 도서관에서만 보는 자료        | 신문┃ 신문은 3일 동안 보관합니다. 지난 신문은 주제별 스크랩으로 보실 수 있습니다. 새 잡지 ┃ 새로 배달된 잡지는 < 전시책 >이라는 라벨이 붙어있습니다. 다음호가 배달되면 곧바로 라벨을 떼고 원하는 분께 빌려드립니다. 참고자료 ┃ 사전, 도감처럼 부분부분 정보를 찾아보는 자료는 누구나 필요할 때 바로 이용할 수 있도록 도서관에서만 봅니다. 특별컬렉션 & 기증서가┃ 아끼던 장서를 기증해주신 분들의 이름을 단 서가도 있고, 주제별로 모아둔 컬렉션 코너도 있습니다. 잃어버린면 다시 구하기 어려운 책이 많아 도서관에서만 보기로 합니다. |
| 자료 돌려주기 / 반납          | 반납한 책은 손수 제자리에 꽂습니다. 바쁜 일손도 덜고, 책을 꽂으며 다른 책들도 살펴볼 수 있는 기회가 되길 기대합니다. 도서관 문이 닫혀 있을 대에는 앞문의 반납구나 뒷문의 반납함에 넣어주세요. 바로 전 도서관 문 연 날에 반납된 것으로 처리합니다. |
| 반납일 자동연기               | 반납일이 쉬는 날이면 대출기간이 자동으로 일주일 늘어납니다. 다음 주 같은 요일까지만 가져오시면 됩니다. ※ 정해진 요일에만 도서관에 올 수있는 분들을 배려한 원칙입니다. |
| 반납할 날짜를 넘겼을때 [연체] | 반납일을 넘기면 늦은 날 수만큼 책을 빌릴 수 없습니다. 만약3일이 늦으면 -- > 반납한 날로부터 3일 동안 책을 못 빌립니다. ※ 하지만, 너무 오래 책을 빌릴 수 없게 되면 도서관에 다시 오기 힘들 수도 있겠지요?그 래서 한 달 넘게 연체가 되어도 벌칙은 30일로 제한합니다." 빌려가신 책을 간절하게 기다리는 사람이 있을지 모르니 날짜를 꼭! 지켜주세요" |
| 대출연장                      | 빌려간 책을 더 보고 싶을 때 일주일 동안 반납일을 늦출 수 있습니다. 대출연장신청 : 느티나무도서관 홈페이지 (로그인 >내 도서관 > 도서 이용 현황 > 대출연장) 전화(도서관 031-262-3494)로도 신청하실 수 있습니다. 연장이 안 되는 자료 : DVD, 비디오, 만화책, 예약자료, 연체자료 |
| 대출예약                      | 연락을 받으면 3일 안에 빌려가세요. - 3일이 지나면 자동으로 예약이 취소됩니다. - 한사람이 한번에 2권까지 예약할 수 있습니다. |
| 예약방법                      | 각층 ‘책 빌리는 곳’에서 예약신청을 할 수 있습니다. |

## 찾아가는 길
주소: 경기도 용인시 수지구 수풍로 116번길 22
자가용▶ 경부고속도로,영동고속도로

지하철▶ 신분당선 동천역, 분당선 미금역, 분당선 죽전역
버   스▼
① 광역버스 (출발지-종착지)
6800번(광교-압구정역), 1002번(광교-건대입구), 1550-3번(광교-사당역)
5500번(광교-서울역), 6900번(광교-잠실역)
② 일반버스 (출발지-종착지)
7-2번(수원 영통-미금역), 27번(수원 이목동-수지중학교)
700-2번(수원대-구미동), 720번(광교-남한산성), 720-1번(수원 영통-남한산성)
730번(수원대-서현역)
③ 마을버스
5번, 11번, 14-1번, 15번, 16번, 17-1번
※ 하차정류장: 초입마을 삼익.풍림.동아아파트(15번, 17-1은 손곡중학교)